# NGC 1487
NGC 1487 este o interacțiune de galaxii situată în constelația Eridanul. A fost descoperită în 29 octombrie 1826 de către James Dunlop.